# Heterotropus stigmaticus
Heterotropus stigmaticus är en tvåvingeart som beskrevs av Mario Bezzi 1926. Heterotropus stigmaticus ingår i släktet Heterotropus och familjen svävflugor. Inga underarter finns listade i Catalogue of Life.